# La Péruse
Pour l’article homonyme, voir la Péruse, affluent de la Charente près de Ruffec (Charente).
La Péruse (La Peirusa en limousin, dialecte occitan) est une ancienne commune du Sud-Ouest de la France, située dans le département de la Charente (région Nouvelle-Aquitaine). Depuis le 1er janvier 2019, elle est une commune déléguée de Terres-de-Haute-Charente.
Ses habitants sont les Pérusots et les Pérusottes.

## Géographie

### Localisation et accès
La Péruse est une commune de la Charente limousine, située sur la route nationale 141 d'Angoulême à Limoges à l'est de Roumazières-Loubert et qui la traverse d'est en ouest.
Elle est à 44 km d'Angoulême, 50 km de Limoges, 4 km de Roumazières, 8 km de Chabanais, 16 km de Confolens.
La D 16, route de Montmoreau à Confolens par Montbron, Montembœuf et Manot, traverse la commune et le bourg du sud au nord et coupe la N 141.
La D 169 va vers le nord-ouest en direction de Loubert et Ambernac, la D 52 au sud-est en direction de Lésignac et la D 370 au nord-est en direction d'Exideuil.
La voie ferrée Angoulême-Limoges traverse le nord de la commune, mais n'offre aucun arrêt dans la commune et les gares les plus proches sont celles de Roumazières ou d'Exideuil.

### Hameaux et lieux-dits
La commune comporte quelques hameaux significatifs, comme la Croix Rouge, carrefour de la D.16 et de la N.141, et le Pont Sigoulant, pont sur la Charente (fleuve) à l'ouest qui fait la limite avec Roumazières.
D'autres hameaux et fermes parsèment la commune : la Bellangerie, les Brigaudies, les Maisons Neuves, le Clos du Râteau, chez le Gros, le Temple, les Salices, les Vieilles Vignes, Pranzac, Tras le Bos, le Lindois, chez Valette, etc.

### Communes limitrophes
|                                                | Manot                            |                     |
| Roumazières-Loubert (Terres-de-Haute-Charente) | La Péruse                        | Exideuil-sur-Vienne |
|                                                | Suris (Terres-de-Haute-Charente) |                     |

### Géologie et relief
Géologiquement, la commune se trouve dans le Massif central, comme toute cette partie orientale de la Charente qui s'appelle Charente limousine. La moitié sud de la commune et la vallée de la Charente à l'ouest sont occupées par du gneiss, et la moitié nord par le massif granitique de Chirac.
La crête de la commune, principalement au bourg, est recouverte d'une couche de sable argileux ocre à galets,,
.
Le relief est celui de la Charente limousine : assez élevé par rapport au reste du département, mais bas par rapport au reste du Massif central. La commune consiste principalement en une crête nord-sud assez haute séparant les bassins de la Charente et de la Vienne, d'altitude moyenne 230 m mais qui culmine au bourg à 245 m, aussi l'église élancée se voit-elle de loin. Le point culminant de la commune, 251 m, est sur cette crête au sud près de Pranzac et de chez Valette.
La Charente, assez petite, coule dans une vallée étroite et profonde à 180 m d'altitude à l'ouest, mais le point le plus bas de la commune, 156 m, est au nord-est de la commune versant Vienne en limite avec Exideuil (au sud de la D 370 et de Beauvent).

### Hydrographie
La Péruse est sur la ligne de partage des eaux entre la Charente et la Vienne, bassin de la Loire.
Cette limite est orientée nord-sud et la Charente elle-même limite la commune à l'ouest. Le bourg est situé sur cette ligne de crête. Quelques minuscules affluents de la Charente ou de la Vienne descendent de cette crête, et on compte de nombreuses petites retenues d'eau favorisées par le sol imperméable.

### Climat
Le climat est océanique dégradé. C'est celui de la Charente limousine, plus humide et plus frais que celui du reste du département. Les températures et précipitations relèvent plus de la station météorologique de Limoges que celle de Cognac.

### Végétation
Le territoire communal est peu boisé, environ 10 %, et est occupé surtout par du bocage, propice à l'élevage de la vache limousine.

## Toponymie
Une forme ancienne est Petrosia (non datée, Moyen Âge).
L'origine du nom de La Péruse remonterait au latin petrosa [terra], qui signifie « terre rocailleuse » mais qui peut aussi signifier « ruines antiques », et qui a donné l'adjectif peirosa en occitan.

### Dialecte
La commune est dans la partie occitane de la Charente qui en occupe le tiers oriental, et le dialecte est limousin. 
Elle se nomme La Peirusa en occitan,.

## Histoire
La Péruse était située sur une voie antique nord-sud, sans doute utilisée à l'époque romaine, qui allait de Périgueux à Poitiers vraisemblablement par Charroux et appelée ailleurs Chemin ferré. Cette voie, longeant la ligne de partage des eaux, passait par Videix (Saint-Gervais) et Suris au sud et passait par les landes au nord, à l'ouest de Manot, par la limite de canton.
Le 1er janvier 2019, elle fusionne avec Genouillac, Mazières, Roumazières-Loubert et Suris pour former la commune nouvelle de Terres-de-Haute-Charente dont la création est actée par un arrêté préfectoral du 28 septembre 2018.
La voie romaine d'Agrippa de Saintes à Lyon par Chassenon et Limoges frôle la commune au sud et passe près de Suris.
Le cimetière actuel serait sur le site d'une nécropole romaine. Des sarcophages ont été réemployés dans les murs du village et de l'église.
Jourdain V, seigneur de Chabanais, fonda le prieuré de La Péruse en 1056. Il le donna à l'abbaye de Bourgueil avant 1073. L'église fut consacrée en 1079 par Guy, évêque de Limoges, et Adémar, évêque d'Angoulême.
Au cours du Moyen Âge, La Péruse se trouvait, avec Manot, sur un itinéraire secondaire est-ouest fréquenté par des pèlerins de Saint-Jacques qui allaient aux reliques de saint Eutrope à Saintes.
Entre le Xe et XVIIIe siècles, La Péruse était aussi le siège d'une viguerie, qui rendait la justice localement. Elle était alors dans le diocèse de Limoges, puis fut rattachée aux six autres du comté d'Angoulême, qui en comptera une vingtaine de par son extension au XIe siècle.
Dès le début du XXe siècle, la commune possédait de nombreuses carrières de sable et d'argile pour les tuileries voisines de Roumazières.
Le clocher a servi de repère pour la triangulation de la carte d'État-Major.

### Commerces

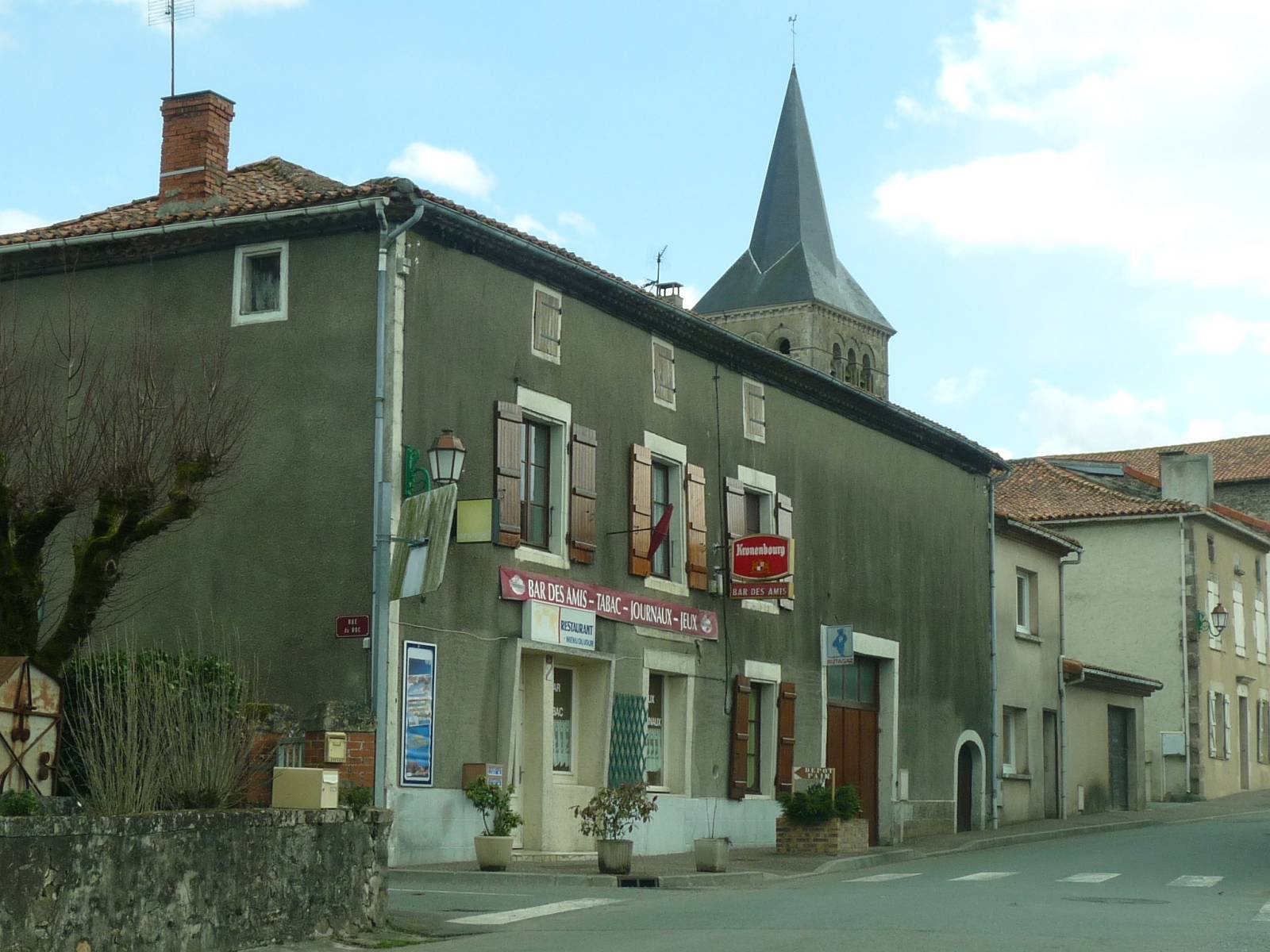
Café-restaurant, le "bar des amis"

## Administration
| Période                                  | Période  | Identité          | Étiquette    | Qualité                     |
| ---------------------------------------- | -------- | ----------------- | ------------ | --------------------------- |
| Les données manquantes sont à compléter. |          |                   |              |                             |
| avant 1981                               | ?        | André Lévêque     |              |                             |
| depuis 1989                              | En cours | Christian Faubert | DVD puis UDI | Président CC Haute-Charente |

## Démographie

### Évolution démographique
L'évolution du nombre d'habitants est connue à travers les recensements de la population effectués dans la commune depuis 1793. Pour les communes de moins de 10 000 habitants, une enquête de recensement portant sur toute la population est réalisée tous les cinq ans, les populations de référence des années intermédiaires étant quant à elles estimées par interpolation ou extrapolation. Pour la commune, le premier recensement exhaustif entrant dans le cadre du nouveau dispositif a été réalisé en 2004.

En 2016, la commune comptait 523 habitants, en évolution de +4,39 % par rapport à 2010 (Charente : −0,48 %, France hors Mayotte : +2,11 %).
| 1793 | 1800 | 1806 | 1821 | 1831 | 1841 | 1846 | 1851 | 1856 |
| ---- | ---- | ---- | ---- | ---- | ---- | ---- | ---- | ---- |
| 530  | 501  | 488  | 554  | 540  | 601  | 645  | 673  | 660  |

| 1861 | 1866 | 1872 | 1876 | 1881 | 1886 | 1891 | 1896 | 1901 |
| ---- | ---- | ---- | ---- | ---- | ---- | ---- | ---- | ---- |
| 611  | 578  | 557  | 591  | 624  | 618  | 605  | 553  | 548  |

| 1906 | 1911 | 1921 | 1926 | 1931 | 1936 | 1946 | 1954 | 1962 |
| ---- | ---- | ---- | ---- | ---- | ---- | ---- | ---- | ---- |
| 604  | 643  | 461  | 466  | 435  | 436  | 441  | 427  | 515  |

| 1968 | 1975 | 1982 | 1990 | 1999 | 2004 | 2006 | 2009 | 2014 |
| ---- | ---- | ---- | ---- | ---- | ---- | ---- | ---- | ---- |
| 465  | 462  | 562  | 501  | 514  | 481  | 466  | 507  | 509  |

| 2016 | - | - | - | - | - | - | - | - |
| ---- | - | - | - | - | - | - | - | - |
| 523  | - | - | - | - | - | - | - | - |

### Pyramide des âges
| Hommes | Classe d’âge | Femmes |
| ------ | ------------ | ------ |
| 0,0    | 90 ans ou +  | 0,0    |
| 7,8    | 75 à 89 ans  | 9,7    |
| 17,2   | 60 à 74 ans  | 19,3   |
| 23,4   | 45 à 59 ans  | 21,7   |
| 19,9   | 30 à 44 ans  | 19,3   |
| 16,1   | 15 à 29 ans  | 16,3   |
| 15,6   | 0 à 14 ans   | 13,7   |

| Hommes | Classe d’âge | Femmes |
| ------ | ------------ | ------ |
| 0,5    | 90 ans ou +  | 1,6    |
| 8,2    | 75 à 89 ans  | 11,8   |
| 15,2   | 60 à 74 ans  | 15,8   |
| 22,3   | 45 à 59 ans  | 21,5   |
| 20,0   | 30 à 44 ans  | 19,2   |
| 16,7   | 15 à 29 ans  | 14,7   |
| 17,1   | 0 à 14 ans   | 15,4   |

## Équipements, services et vie locale

### Enseignement
L'école est un RPI entre La Péruse, Saint-Quentin et Suris. La Péruse accueille l'école élémentaire et Suris l'école maternelle. L'école de La Péruse, Jean-Bastier, comporte une classe unique. Le secteur du collège est Chabanais.

## Lieux et monuments
L'église paroissiale Saint-Pierre dont le clocher est visible de loin, est inscrite aux monuments historiques depuis 1980. Son autel avec tabernacle en bois sculpté et peint datant du XIXe siècle est inscrit monument historique à titre objet depuis 1994.

L'église
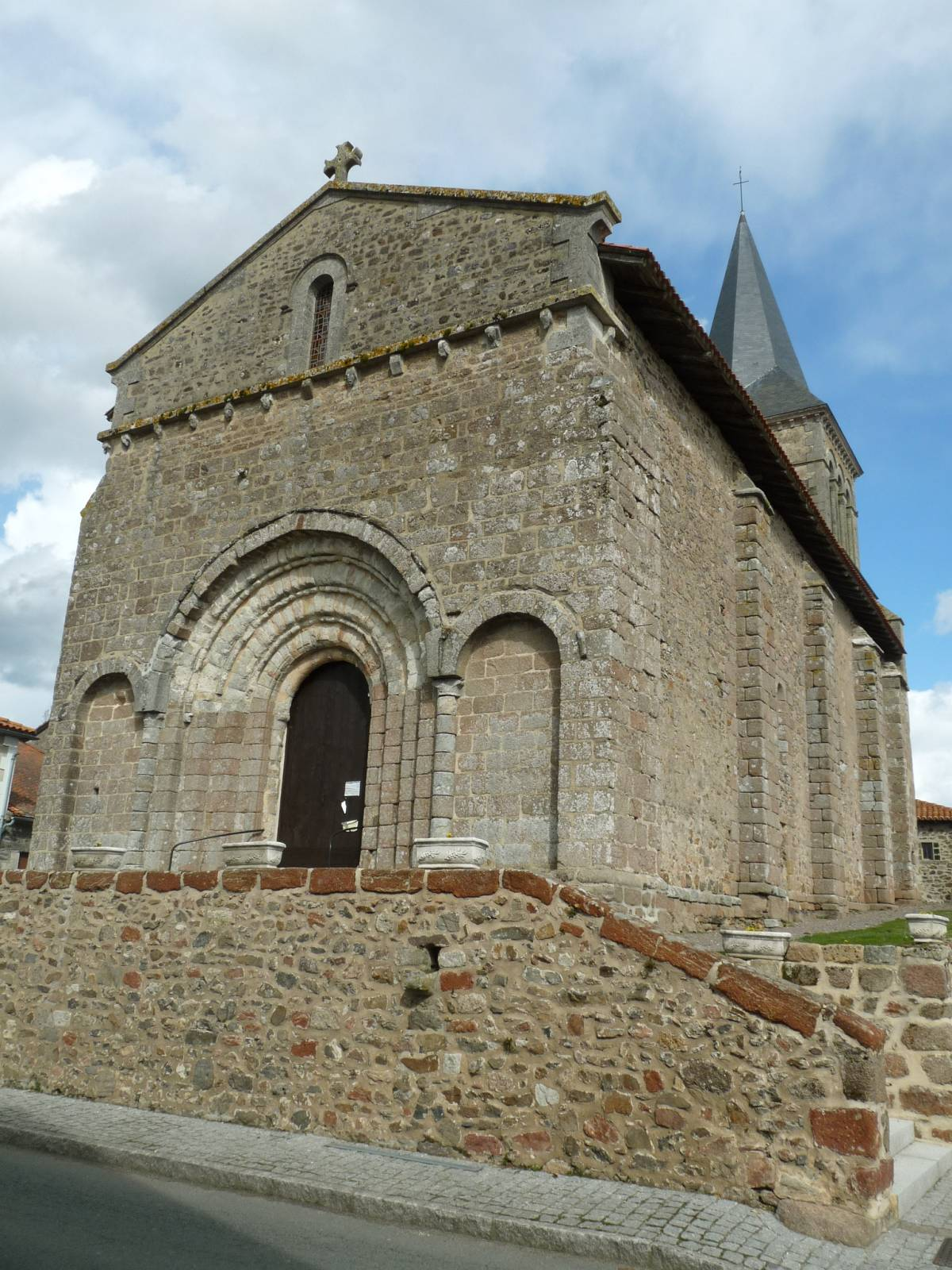
La façade
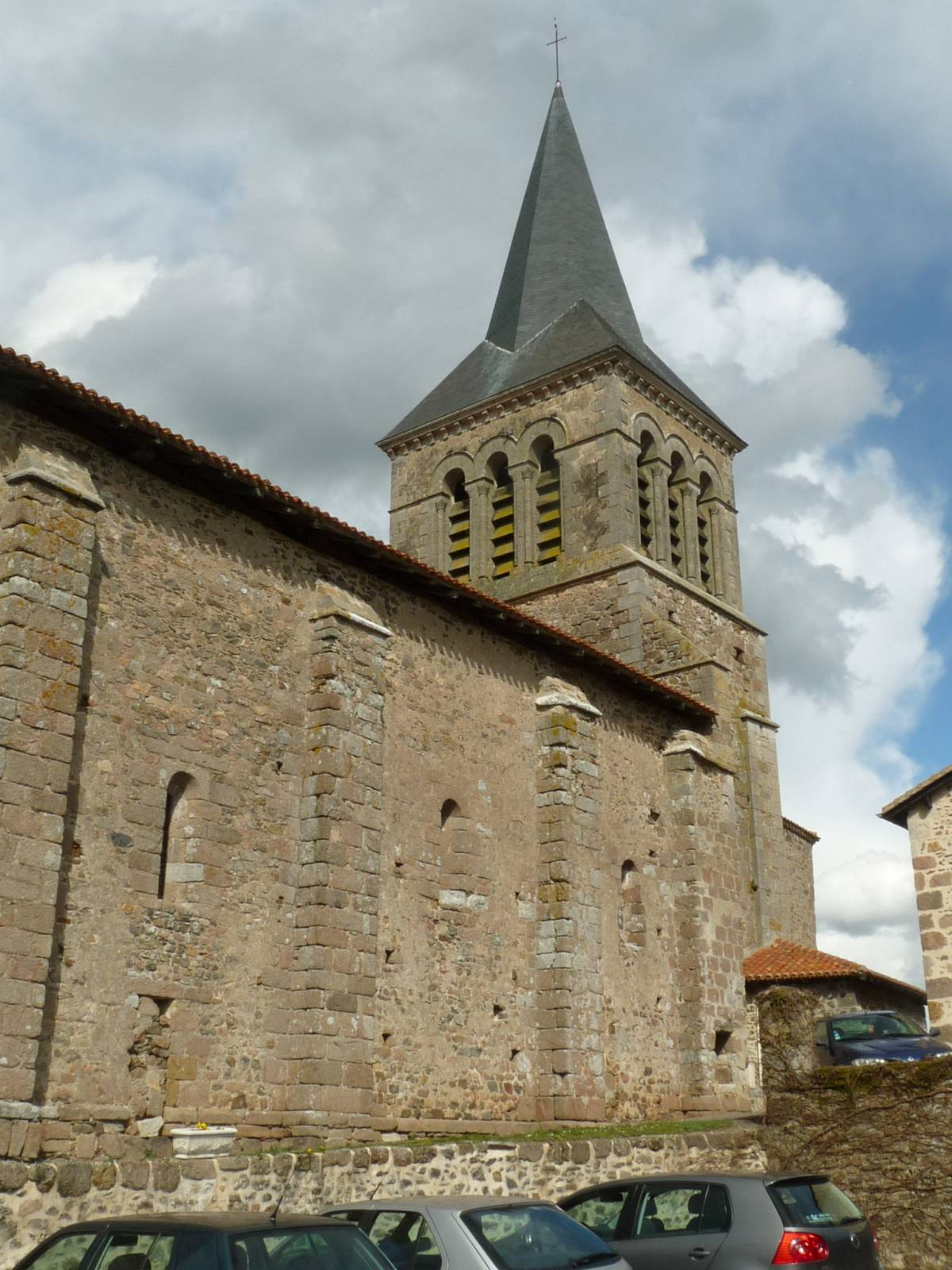
L'extérieur et le clocher
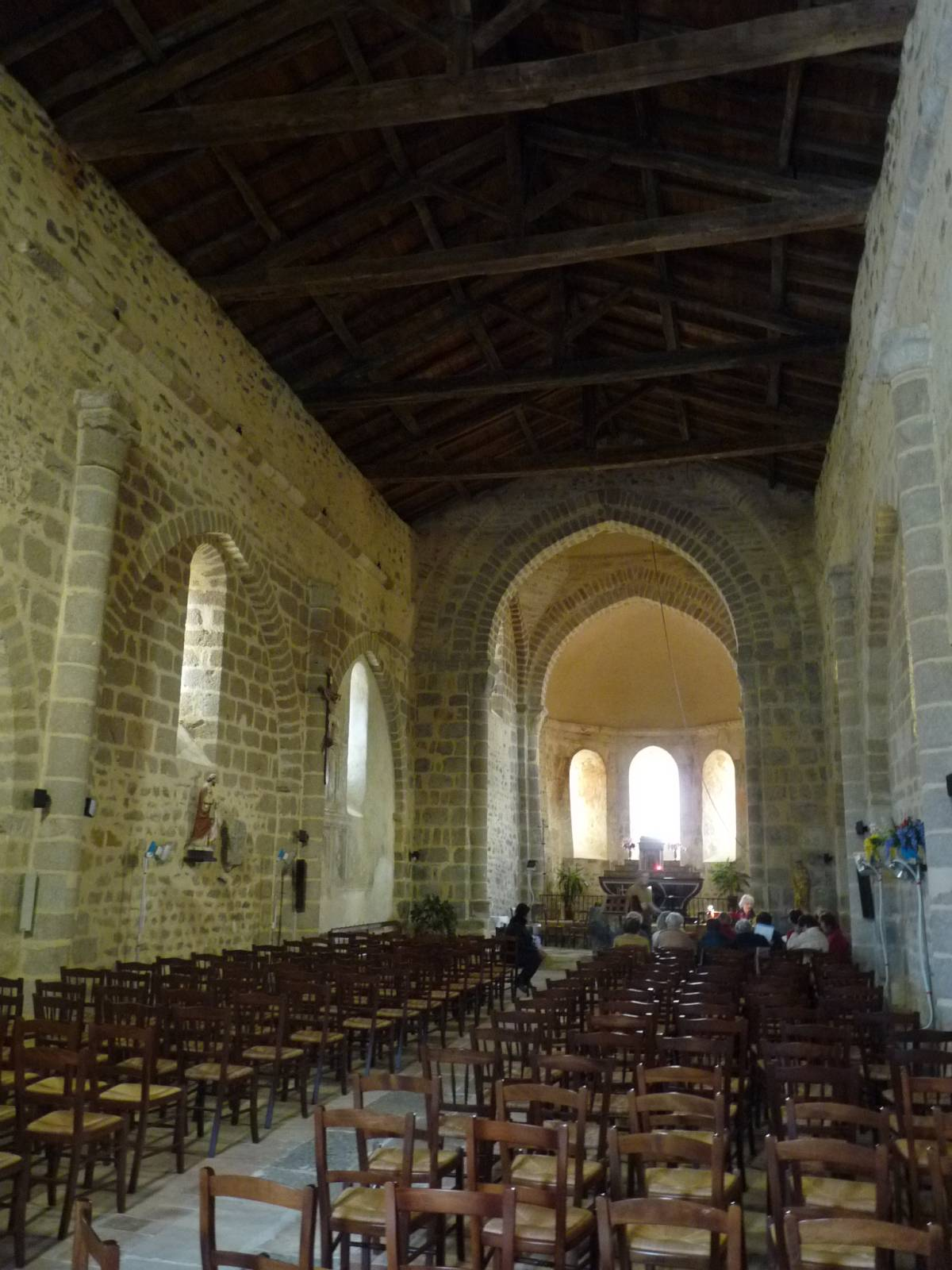
L'intérieur

## Personnalités liées à la commune
- Jean Bastier (1529-1554), dit Jean de La Péruse[16], poète et auteur dramatique en langue française, né à La Péruse.